# Kazimierz Leon Sapieha
Pour les articles homonymes, voir Kazimierz Sapieha, Leon Sapieha et Sapieha.
Kazimierz Leon Sapieha, né le 28 mai 1697, mort le 20 mai 1738, prince de la famille Sapieha, général d'artillerie, voïvode de Brześć (1735).

## Biographie
Kazimierz Leon Sapieha est le fils d'Aleksander Paweł Sapieha et de Maria Krystyna de Béthune.

## Mariage et descendance
Il épouse Karolina Teresa Radziwiłł. Ils ont pour enfants:
- Anna Paulina Sapieha (1728-1800), économiste, collectionneur, mécène de la science et de l'art.
- Aleksander Michał Sapieha (1730-1793), hetman de Lituanie, maréchal de la Confédération de Targowica.
- Michał Ksawery Sapieha (1735-1766), maître d'hôtel de Lituanie.

## Sources
- Notices d'autorité :   - VIAF
  - Pologne

- (pl) Cet article est partiellement ou en totalité issu de l’article de Wikipédia en polonais intitulé « Kazimierz Leon Sapieha » (voir la liste des auteurs).